# The Trench in Potter's Field

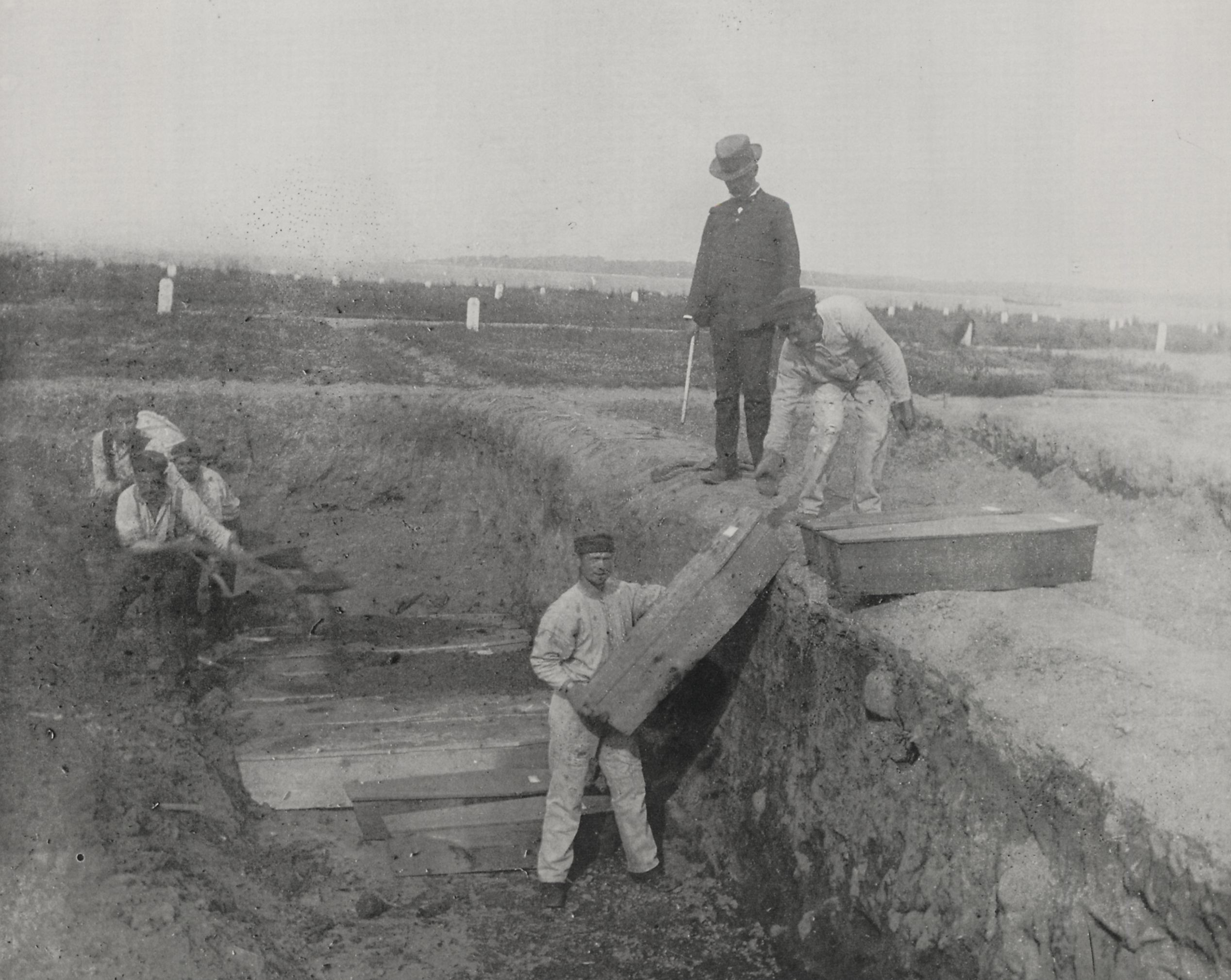
The Trench in Potter's Field

The Trench in Potter's Field refere-se a uma foto de 1890 produzida por Jacob A. Riis retratando uma trincheira utilizada como uma vala comum para moradores de cortiços que morreram durante o período de imigração em massa em Nova York.

## Imigrantes e degradação econômica
Os imigrantes se refugiam especialmente nos cortiços durante a imigração massiva pela Ilha Elis. contudo, devido ao enorme fluxo de pessoas imigrando para os Estados Unidos, o plano de cortiços logo falhou. Simplesmente não havia espaço, recursos ou estabilidade econômica suficientes para as pessoas, incluindo crianças, sobreviverem. Logo, muitos não tinham como comprar comida e outras necessidades básicas. Isso acabou levando ao maior problema de não ser capaz de viver em cortiços já lotados. A pobreza depravada que se espalhou por Nova York foi o catalisador final para o número de mortos. Os imigrantes já enfrentaram muitos desafios ao se mudarem para os Estados Unidos, além da situação econômica em que chegaram. Isso ajudou a prever a magnitude das mortes que ocorreriam.

## Pobreza e Morte
Um dos muitos horrores que ocorreram nos cortiços de Nova York foram as trincheiras frequentemente encontradas. Essas trincheiras foram usadas como valas comuns não marcadas para aqueles que morreram nos cortiços. Devido à enorme quantidade de pobreza sofrida por aqueles que viviam em cortiços, a morte ocorreu em um ritmo rápido, ligando a pobreza e as trincheiras. As pessoas não podiam comprar nada; no entanto, eles conseguiram viver dentro dos cortiços. A morte se espalhou rapidamente, afetando a vida das pessoas nos cortiços e, em última instância, fazendo com que seus corpos fossem jogados nas trincheiras.

## Análise
A imagem ilustra a profundidade em que as trincheiras foram criadas para acomodar a contagem de corpos - quase três andares de profundidade. Muitos dos corpos estavam empilhados uns sobre os outros, ilustrando aqueles que não podem pagar e sobreviver. A morte foi uma questão de impacto na moradia dos imigrantes. Não havia outro lugar para se livrar dos cadáveres depois de morrerem, exceto nas trincheiras, mesmo que morressem dentro dos cortiços. As trincheiras eram um símbolo não apenas da contribuição do governo e dos ricos (ou da falta dela) para o estado em que Nova York se encontrava, mas da pobreza sofrida pela outra metade.